# Rhaphidostichum
Rhaphidostichum là một chi rêu trong họ Sematophyllaceae.